# 히치하이킹

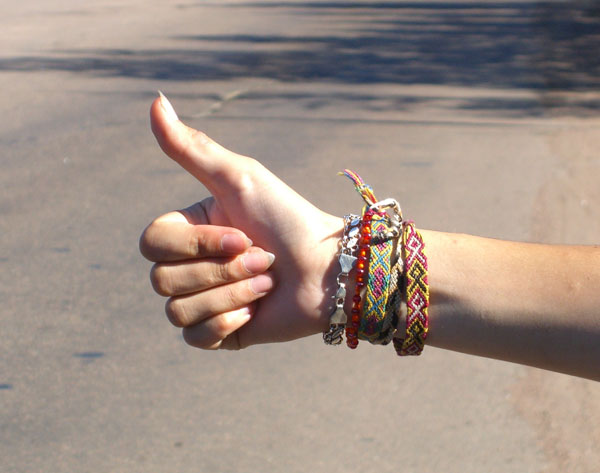
히치하이커의 손짓

히치하이킹(영어: hitchhiking, thumbing 또는 hitching)은 여행, 특히 무전여행에서 어디론가 이동하기 위해서 다른 사람의 차를 빌려 타는 것이다. 히치하이킹을 하려는 사람들 대부분은, 히치하이킹의 의사를 나타내기 위해 도로변에 서서 팔을 도로쪽으로 뻗고 엄지손가락을 든다.

## 히치하이킹 신호를 전달하는 방식
히치하이커는 다양한 신호를 사용하여 차량이 필요함을 나타낸다. 표시기는 물리적 제스처 또는 서면 기호를 포함한 디스플레이일 수 있다. 예를 들어 수신호와 같은 히치하이커가 사용하는 신체적 제스처는 전 세계적으로 다르다.
- 일부 아프리카 국가에서는 히치하이커의 손이 손바닥이 위를 향하도록 잡는다.[2]
- 대부분의 유럽, 북미 및 호주에서는 대부분의 히치하이커가 여행 방향을 등지고 서 있다. 히치하이커는 일반적으로 닫힌 손의 엄지 손가락이 위 또는 차량 이동 방향을 가리키는 상태에서 도로를 향해 팔을 뻗는다.[2]

1971년 베트남 전쟁 중에 운전자들은 히치하이커(군부대 근처의 미국 지역에 자주 거주하는 군인)에게 다양한 메시지를 전달하는 방법을 발명했다. 히치하이킹을 하는 군인에게 차량에 수용할 추가 공간이 없음을 알리기 위해 운전자는 차량 지붕을 톡톡 두드릴 수 있다. 일반적으로 먼 거리, 합리적인 시간 내에 걷기에는 너무 먼 거리를 여행하려고 하는 히치하이커에게 운전자가 신호를 보낼 수 있는 또다른 일반적인 메시지는 운전자의 목적지가 근처에 있고 히치하이커에게 별 소용이 없음을 나타낸다.

## 법적 문제
히치하이킹은 역사적으로 전 세계적으로 일반적인(자율적) 관행이므로 이를 제한하는 법이 존재하는 곳은 세계에서 거의 없다. 그러나 일부 국가에서는 특정 위치에서 히치하이킹을 제한하는 법률이 있다. 예를 들어 미국에서는 일부 지방 정부에서 운전자와 히치하이커의 안전을 이유로 히치하이킹을 금지하는 법률을 시행하고 있다. 1946년 뉴저지는 히치하이커를 체포하고 투옥했으며, 미국 시민 자유 연합(American Civil Liberties Union)의 개입으로 이어졌다. 캐나다에서는 여러 고속도로, 특히 브리티시 컬럼비아와 온타리오의 400 시리즈 고속도로에서 히치하이킹에 대한 제한이 있다. 유럽의 모든 국가에서 히치하이킹이 합법이며 일부 지역에서는 권장되기도 한다. 그러나 전 세계적으로 히치하이킹이 허용되는 경우에도 아우토반(독일), 오토스트라드(이탈리아), 고속도로(영국 및 리투아니아를 제외한 유럽 대륙) 또는 주간 고속도로(미국), 히치하이커는 종종 이탈리아를 제외하고 적어도 유럽 전역에서 합법인 입구와 트럭 정류장에서 승차권을 얻는다.

## 같이 보기
- 자유로귀신
- 사라진 히치하이커
- 승차 공유 서비스
- 다인승차량전용차로